# Nothing Else Matters
Nothing Else Matters – ballada rockowa zespołu Metallica, wydana na albumie Metallica (pot. Czarny Album) w roku 1991.
Jest to jedna z najsłynniejszych ballad heavymetalowych, a na pewno jeden z największych hitów i najbardziej rozpoznawalnych utworów w dorobku zespołu Metallica. Wydana dwukrotnie jako singel, także na płycie S&M. Za każdym razem docierała do szczytów list przebojów. Weszła również w skład Live Shit: Binge & Purge.
Słowa napisał James Hetfield. "Utwór opowiada o trudach rozstania muzyków ze swoimi ukochanymi podczas tras koncertowych. Hetfield napisał piosenkę z myślą o swojej ówczesnej dziewczynie, Kristen Martinez. Znajomość okazała się jednak krótkotrwała i mało znacząca w życiu Hetfielda, dlatego teraz piosenka dedykowana jest wszystkim fanom. Jest to typowa ballada miłosna. Prawie zawsze pojawia się podczas koncertów. James Hetfield nagrał zarówno gitarę rytmiczną, jak i solową, Kirk Hammett nie brał udziału przy tworzeniu tej kompozycji."

## Lista utworów
| Kaseta magnetofonowa | Kaseta magnetofonowa   | Kaseta magnetofonowa                      | Kaseta magnetofonowa |
| Nr                   | Tytuł utworu           | Muzyka                                    | Długość              |
| -------------------- | ---------------------- | ----------------------------------------- | -------------------- |
| 1.                   | „Nothing Else Matters” | James Hetfield, Lars Ulrich               | 6:30                 |
| 2.                   | „Enter Sandman (Live)” | James Hetfield, Kirk Hammett, Lars Ulrich | 5:26                 |
|                      |                        |                                           | 11:56                |

| CD | CD                            | CD                                        | CD      |
| Nr | Tytuł utworu                  | Muzyka                                    | Długość |
| -- | ----------------------------- | ----------------------------------------- | ------- |
| 1. | „Nothing Else Matters”        | James Hetfield, Lars Ulrich               | 6:30    |
| 2. | „Enter Sandman (Live)”        | James Hetfield, Kirk Hammett, Lars Ulrich | 5:26    |
| 3. | „Harvester Of Sorrow (Live)”  | James Hetfield, Lars Ulrich               | 6:02    |
| 4. | „Nothing Else Matters (Demo)” | James Hetfield, Lars Ulrich               | 5:52    |
|    |                               |                                           | 23:50   |

## Twórcy
- James Hetfield – śpiew, gitara rytmiczna, gitara prowadząca
- Lars Ulrich – perkusja
- Jason Newsted – gitara basowa, chórki
- Bob Rock, Hetfield, Ulrich – produkcja

## Teledysk
26 lutego 1992 odbyła się premiera teledysku w stacji MTV. Artyści wprowadzają fanów do studia nagraniowego. Oprócz nagrania utworu widzimy także migawki z przerw, wygłupów i wyboru okładki do czarnego albumu. Są to urywki z filmu A Year and a Half in the Life of Metallica. Reżyserem tego teledysku jest Adam Dubin.

## Notowania
| Lista                   | Kraj              | Pozycja | Status          |
| ----------------------- | ----------------- | ------- | --------------- |
| Ultratop                | Belgia            | 5       | platynowa płyta |
| Media Control Charts    | Niemcy            | 9       |                 |
| SNEP                    | Francja           | 10      |                 |
| Billboard Hot 100       | Stany Zjednoczone | 34      |                 |
| MegaCharts              | Holandia          | 4       |                 |
| ARIA Charts             | Australia         | 8       |                 |
| Sverigetopplistan       | Szwecja           | 12      |                 |
| VG-Lista                | Norwegia          | 3       |                 |
| Suomen virallinen lista | Finlandia         | 14      |                 |

## Nothing Else Matters '99
Nothing Else Matters '99 jest to wersja piosenki z płyty S&M. Została zarejestrowana na koncercie zespołu z orkiestrą symfoniczną w 22 kwietnia 1999. Utwór trwa 6 minut i 47 sekund. Został on, tak jak i piosenka z The Black Album, wydany jako singel. Na nim znalazły się: „Nothing Else Matters”, „For Whom the Bell Tolls” (na żywo), „- Human” (Live), „Nothing Else Matters” (wideo).

### Lista utworów
Opracowano na podstawie materiału źródłowego.
| Nr | Tytuł utworu           | Muzyka                      | Długość |
| -- | ---------------------- | --------------------------- | ------- |
| 1. | „Nothing Else Matters” | James Hetfield, Lars Ulrich | 6:47    |
| 2. | „Human”                | James Hetfield, Lars Ulrich | 4:19    |
|    |                        |                             | 11:06   |

### Twórcy
Metallica
- James Hetfield – gitara prowadząca, wokale główne
- Kirk Hammett – gitara rytmiczna
- Jason Newsted – gitara basowa, chórki
- Lars Ulrich – perkusja

Pozostali muzycy
- Michael Kamen – aranżacja instrumentów smyczkowych

### Notowania
| Lista                | Kraj      | Pozycja |
| -------------------- | --------- | ------- |
| Media Control Charts | Niemcy    | 2       |
| MegaCharts           | Holandia  | 3       |
| ARIA Charts          | Australia | 28      |

## Lucie Silvas
Nothing Else Matters – singel brytyjskiej piosenkarki Lucie Silvas promujący jej drugi album studyjny zatytułowany Breathe In Wydawnictwo ukazało się 31 października 2005 roku nakładem wytwórni muzycznej Mercury Records.

### Lista utworów
Opracowano na podstawie materiału źródłowego.
| Singel CD | Singel CD                      | Singel CD                                            | Singel CD |
| Nr        | Tytuł utworu                   | Muzyka                                               | Długość   |
| --------- | ------------------------------ | ---------------------------------------------------- | --------- |
| 1.        | „Nothing Else Matters (Edit)”  | James Hetfield, Lars Ulrich                          | 3:39      |
| 2.        | „Breathe In (Live in Denmark)” | Lucie Silvas, Judie Tzuke, Graham Kearns, Mike Peden | 4:44      |
|           |                                |                                                      | 8:23      |

| Maxi-singel | Maxi-singel                             | Maxi-singel                                                           | Maxi-singel |
| Nr          | Tytuł utworu                            | Muzyka                                                                | Długość     |
| ----------- | --------------------------------------- | --------------------------------------------------------------------- | ----------- |
| 1.          | „Nothing Else Matters (Edit)”           | James Hetfield, Lars Ulrich                                           | 3:39        |
| 2.          | „Twisting The Chain (Acoustic Version)” | Charlie Russell, Graham Kearns, Judie Tzuke, Lucie Silvas, Mike Peden | 3:55        |
| 3.          | „Better Love Next Time (Demo)”          | Graham Kearns, Judie Tzuke                                            | 3:40        |
| 4.          | „Nothing Else Matters (Video)”          | James Hetfield, Lars Ulrich                                           | 3:54        |
|             |                                         |                                                                       | 15:08       |

| Promo CD | Promo CD                      | Promo CD                    | Promo CD |
| Nr       | Tytuł utworu                  | Muzyka                      | Długość  |
| -------- | ----------------------------- | --------------------------- | -------- |
| 1.       | „Nothing Else Matters (Edit)” | James Hetfield, Lars Ulrich | 3:39     |

### Twórcy
Opracowano na podstawie materiału źródłowego.
| - Lucie Silvas – wokal prowadzący (1, 2, 3), wokal wspierający, fortepian (1) - Nick Ingham – aranżacja (1) - Anthony Pleeth – wiolonczela (1) - Peter Gordeno – instrumenty klawiszowe (1) - Michael H Brauer – miksowanie (1) - Keith Gary – miksowanie, edycja cyfrowa (1) |  | - Mike Peden – produkcja muzyczna (1) - Martin Hayles – realizacja nagrań (1) - Dan Gautreau – asystent realizatora nagrań (1) - Gary Thomas – realizacja nagrań (1) - Richard Lobb – gitara, instrumenty perkusyjne (2) - Graham Kearns – gitara (3) |

### Notowania
| Lista                | Kraj   | Pozycja |
| -------------------- | ------ | ------- |
| Media Control Charts | Niemcy | 95      |

## Apocalyptica
Nothing Else Matters – singiel fińskiej grupy muzycznej Apocalyptica promujący jej drugi album studyjny zatytułowany Inquisition Symphony. Wydawnictwo, w formie Promo CD ukazało się w 1998 roku nakładem wytwórni muzycznej Mercury Records.

### Lista utworów
Opracowano na podstawie materiału źródłowego.
| Nr | Tytuł utworu                           | Muzyka                      | Długość |
| -- | -------------------------------------- | --------------------------- | ------- |
| 1. | „Nothing Else Matters (Radio Edit)”    | James Hetfield, Lars Ulrich | 3:39    |
| 2. | „Nothing Else Matters (Album Version)” | James Hetfield, Lars Ulrich | 4:44    |
|    |                                        |                             | 8:23    |

### Twórcy
Opracowano na podstawie materiału źródłowego.
| Zespół Apocalyptica w składzie - Eicca Toppinen – aranżacja, wiolonczela - Max Lilja – wiolonczela - Antero Manninen – wiolonczela - Paavo Lötjönen – wiolonczela |  | Produkcja - Pauli Saastamoinen – mastering - Hiili Hiilesmaa, Otto Donner – produkcja muzyczna - Juha Heininen – realizacja nagrań, miksowanie |

### Notowania
| Lista                              | Kraj   | Pozycja |
| ---------------------------------- | ------ | ------- |
| Lista Przebojów Programu Trzeciego | Polska | 25      |